# Zbenice (zámek)
Zbenice jsou zámek ve stejnojmenné vesnici na jihu okresu Příbram ve Středočeském kraji. Jeho předchůdcem byla starší středověká tvrz, kterou nechal v roce 1626 Vilém Šléglovský ze Šicendorfu  přestavět na renesanční zámek, později upravený v barokním slohu. Zámecký areál se nachází na severozápadním okraji vesnice a je chráněn jako kulturní památka.

## Historie
Zbenická tvrz byla založena nejspíš během čtrnáctého až patnáctého století. V průběhu čtrnáctého století byla vesnice nejspíše rozdělena na drobné vladycké statky. Majitelem jednoho z nich byl Předota ze Zbenic uváděný v letech 1380–1414, jiný patřil jakémusi Bartoňovi, jehož díl vsi se roku 1381 stal odúmrtí, o kterou žádal nějaký Jeniš. K rodu vladyků, kteří používali přídomek „ze Zbenic“ patřili Markvart ze Zbenic (připomínaný roku 1385), Bernart Ujec ze Zbenic (zmínky v letech 1359–1418), Václav ze Zbenic (1417) a Bohušek ze Zbenic (1437). Roku 1453 Zbenice patřily k holešickému statku.
V roce 1510 Zbenice drželi bratři Hynek a Jan Šicové z Drahenic. Hynek zemřel před rokem 1518. Jan po něm zdědil ves Smolotely, kterou brzy prodal, a sám ve Zbenicích sídlil až do roku 1539, kdy je od něj s tvrzí a dvorem koupil Jindřich Opršal z Jetřichovic. Kupní smlouva obsahuje první písemnou zmínku o tvrzi. Jindřich statek roku 1547 prodal Janovi Bukovanskému z Bukovan, který jej připojil k bukovanskému panství. Zbenice potom tvořily buď součást tohoto panství, nebo je měl některý z rodu Bukovanských jako vlastní statek. V roce 1601 Zbenice při dělení bukovanského panství připadly Adamovi Bukovanskému z Bukovan. Ke statku tehdy patřily také vsi Kamenný, Chraštice, Těchařovice a Životice. Adam jej vlastnil do roku 1609, kdy ho prodal Barboře Vlkové z Mitrovic.
Barbořin syn Jan Vlk z Kvítkova v roce 1618 Zbenice prodal Vilémovi Šléglovskému ze Šicendorfu, který nechal starou tvrz přestavět na renesanční zámek. Zámek po něm zdědila vdova Alena ze Stříteže, která se provdala za Jindřicha Byna z Bynu. Před svou smrtí v roce 1663 statek odkázala manželovi a jeho stejnojmennému synovi. Po smrti Jindřicha nejstaršího se o Zbenice dělili bratři Jindřich starší a Jindřich mladší Bynové. Po smrti Jindřicha staršího převzala jako poručnice jeho podíl Johanka Dorota Bynová, rozená Měsíčková z Výškova, a v roce 1668 přikoupila druhou polovinu. Statek po ní zdědil syn Rudolf Byn z Bynu, který nechal ve vsi postavit sochu svatého Jana Nepomuckého a obnovil gruntovní knihy.
Po Rudolfově smrti přešlo zbenické panství na jeho dcery Benediktu a Bernardu, po nichž se majitelem v roce 1754 stal Benediktin syn hrabě Jan Čejka z Olbramovic. O čtyři roky později zámek prodal klášteru ve Svatém Janu pod Skalou. Po zrušení kláštera v roce 1785 zbenický statek spravovali úředníci náboženského fondu, od kterého jej roku 1791 koupil Josef ze Selzbergu. V roce 1794 nebo 1797 se majitelem stal svobodný pán František Schrenk a v roce 1805 Zbenice koupil Karel Filip ze Schwarzenbergu, který je připojil k orlickému panství.
Schwarzenberkům zámek patřil až do roku 1948. Ve druhé polovině dvacátého století jej využívalo Jednotné zemědělské družstvo Chraštice. V roce 1982 zámek vyhořel a budova byla po požáru jen provizorně zastřešena. Po letech bez využití na začátku 21. století začala v zámku fungovat restaurátorská dílna a příležitostně se v něm konaly kulturní akce. Majitelem se stal Jiří Češka, který mimo jiné vykopal a poté v roce 2012 nechal zrekonstruovat most přes zaniklý příkop.

## Stavební podoba
Pozůstatky gotické tvrze se dochovaly ve sklepích jižního křídla. V polovině osmnáctého století měl zámek věž s hodinami a uvnitř budov se nacházelo dvanáct obytných pokojů s kaplí. V dochované podobě je zámek čtyřkřídlá, jednopatrová stavba. Jednotlivá křídla uzavírají nádvoří, kolem něhož vedou pavlače. Interiéry jsou v přízemí zaklenuté valenými klenbami. Jádro budovy je renesanční, ale rozložení fasád je výsledkem vrcholně barokních úprav provedených v osmnáctém století. Do fasády jihovýchodního průčelí je zabudován alianční znak Viléma Šléglovského a jeho manželky Aleny ze Stříteže.
K památkově chráněnému areálu patří samotný zámek, zahrada a část dochované ohradní zdi. Jižně a západně od zámku stojí budovy bývalého hospodářského dvora. Je možné, že jsou barokního původu, ale jejich rozsáhlé úpravy k obytným účelům a přestavby na dílny a garáže zcela změnily charakter budov, takže bez bližšího průzkumu nelze jejich stáří stanovit.